# Merlscheid
Merlscheid est un hameau de la commune belge de Bullange située en Communauté germanophone de Belgique dans la province de Liège en Région wallonne.
Avant la fusion des communes de 1977, Merlscheid faisait partie de la commune de Manderfeld.

## Situation et description
Merlscheid, hameau ardennais,  s'étire à flanc de colline le long d'une route de campagne se détachant de la route nationale 626 entre Lanzerath et Manderfeld et menant au hameau voisin de Hüllscheid implanté plus à l'est
En 2014, Merlscheid comptait 61 habitants pour 24 habitations.

## Patrimoine
La chapelle dédiée à saint Brice (St. Brixius ou St. Brictiuskapelle) date de 1737. Elle se trouve à un carrefour, possède une tour carrée avec toiture à deux pentes, une seule nef de deux travées et un chevet à trois pans. Elle a été repeinte en couleurs blanche et rouge-brique.
Elle est reprise sur la liste du patrimoine immobilier classé de Bullange depuis 1990.

## Tourisme
Merlscheid possède des chambres d'hôtes.